# Adolphe Nourrit
Adolphe Nourrit, francoski operni pevec tenorist, libretist in skladatelj, * 3. marec 1802, Montpellier, Francija, † 8. marec 1839, Neapelj, Italija.

## Življenje
Njegov oče je bil operni pevec, ki mu je nudil začetne pevske napotke. Nato je študiral pri znamenitem pevcu in pedagogu Manuelu Garcii.
Debutiral je leta 1821 v Gluckovi operi Ifigenija na Tavridi. Med letoma 1826 in 1836 je bil vodilni tenorist pariške Opere. Tam je sodeloval na krstnih predstavah nekaterih Rossinijevih oper (Grof Ory, Viljem Tell, Mojzes v Egiptu).
Leta 1827 je postal profesor petja na pariškem konservatoriju. Za potrebe pariškega baleta je napisal libreto za balet Silfida.
Leta 1837 je zaradi novovzhajajočega pevca Gilberta Dupreza, ki mu je predstavljal močnega konkurenta, odšel v Italijo.
V Neaplju si je želel povrniti ugled opernega zvezdnika, zato naj bi nastopil v glavni vlogi nove Donizettijeve opere Poliuto, vendar je premiera odpadla. Zaradi težav z glasom in psihično potrt je storil samomor.
1. 1 2  data.bnf.fr: platforma za odprte podatke — 2011.
2. 1 2 3 4  Record #119335131 // Gemeinsame Normdatei — 2012—2016.